# جون هيوز (لاعب هوكي الجليد)
جون هيوز هو لاعب هوكي الجليد كندي، ولد في 6 يناير 1988 في ويتبي في كندا.

## وصلات خارجية
- جون هيوز على موقع EliteProspects.com (الإنجليزية)
- جون هيوز على موقع Eurohockey.com (الإنجليزية)
- جون هيوز على موقع HockeyDB.com (الإنجليزية)